# Richard Wackar
Richard Wackar (24 de fevereiro de 1928 – 15 de setembro de 2016) foi um treinador de basquetebol e futebol americano. Ele serviu como o treinador de futebol no Colégio Estadual de Glassboro (agora chamado Universidade de Rowan), um programa da NCAA Division III em Glassboro, Nova Jérsei. Ele foi o terceiro treinador de todos os tempos para os profs e compilou um registro 65-84-4 em 17 temporadas. Realização mais notável de Wackar está sendo reconhecida como o único treinador na história da NJAC a ganhar campeonatos da conferência em quatro esportes (futebol, basquetebol, golfe e cross country).
Rowan University renomeado seu estádio de futebol para o treinador do Estádio Richard Wackar em John Page Field.